# Parti citoyen (Danemark)
Pour les articles homonymes, voir L'Alternative.
Le Parti citoyen (en danois : Borgernes Parti) est un parti politique danois populiste fondé en août 2024 par Lars Boje Mathiesen.

## Histoire
Siégeant en tant qu'indépendant au Folketing depuis son exclusion de La Nouvelle Droite, Lars Boje Mathiesen déclare en avril 2023 qu'il réfléchit à la création d'un nouveau parti. Le Parti citoyen est officiellement créé le 28 août 2024, et obtient le 17 décembre 2024 le nombre de signatures requis pour participer aux élections législatives,.